# Hynek Štichauer
Hynek Štichauer (ur. 17 czerwca 1987 w Pardubicach) – czeski żużlowiec, występujący również na długim torze i na trawie.

## Życiorys
Brązowy medalista indywidualnych mistrzostw Czech juniorów do 19 lat (2006). Czterokrotny medalista młodzieżowych indywidualnych mistrzostw Czech: dwukrotnie srebrny (2008, 2009) oraz dwukrotnie brązowy (2005, 2006). Brązowy medalista indywidualnych mistrzostw Czech (2010). Pięciokrotny medalista drużynowych mistrzostw Czech: złoty (2008), trzykrotnie srebrny (2005, 2007, 2009) oraz brązowy (2011). Złoty medalista drużynowych mistrzostw Wielkiej Brytanii (2009).
Finalista indywidualnych mistrzostw Europy juniorów (Goričan 2006 – XV miejsce). Brązowy medalista drużynowych mistrzostw świata juniorów (Abensberg 2007). Srebrny medalista klubowego Pucharu Europy – w barwach klubu Simon&Wolf Debrecen (Slaný 2008).
Startował w ligach czeskiej, włoskiej, brytyjskiej – w barwach klubów z Wolverhampton (2009), Stoke (2010), Berwick (2011) i Plymouth (2011), jak również polskiej – w barwach klubów Kolejarz Rawicz (2006), Unia Tarnów (2007), Speedway Miszkolc (2008), KMŻ Lublin (2009), Wanda Kraków (2010) i Polonia Piła (2011).